# The Titan (film)
The Titan è un film del 2018 diretto da Lennart Ruff con protagonisti Sam Worthington, Taylor Schilling e Tom Wilkinson.

## Trama
Nel 2048, la Terra è in difficoltà e non riesce più ad ospitare la vita. Il pilota dell'aeronautica militare degli Stati Uniti d'America Rick Janssen viene scelto per un esperimento di evoluzione forzata che lo tramuterà in un superumano in grado di sopravvivere su Titano, uno dei satelliti naturali del pianeta Saturno. Nonostante la riuscita dell'esperimento, gli effetti collaterali metteranno in pericolo la vita di Janssen e della sua famiglia.

## Produzione
Le riprese del film iniziano il 1º febbraio 2016 sull'isola Gran Canaria.

## Promozione
Il primo trailer del film viene diffuso il 20 marzo 2018.

## Distribuzione
La pellicola è stata presentata al Festival internazionale del film fantastico di Gérardmer il 3 gennaio 2018, ed è stata distribuita attraverso Netflix a partire dal 30 marzo dello stesso anno.